# William Z. Villain
Pour les articles homonymes, voir Villain.
Benjamin Bill, connu sous le pseudonyme William Z. Villain ("Guillaume le Méchant" en français) est un musicien originaire du Wisconsin aux États-Unis. Il chante du folk et du blues.

## Style
William Z. Villain qualifie lui-même ses chansons de « ballades bizarres venues d'ailleurs » ("Bizarre Ballads from beyond"). L'instrumentation de ses albums repose en grande partie sur la guitare (électrique ou acoustique) et la batterie.
Cependant, cet artiste possède un style musical original reposant sur plusieurs éléments.

### Rythme
Les éléments rythmiques de ses chansons : ses chansons présentent une mesure parfois irrégulière, comme dans Stonedigger qui est en 4/4 + 1/8, c'est-à-dire une mesure à quatre temps classique à laquelle on rajoute une croche.

### Voix
Les jeux de voix : William Z. Villain aime exploiter sa voix par divers moyens. Des vocalises à deux, trois, parfois quatre voix reviennent souvent tout le long de ses chansons, comme dans Under Every Sphere ou Anybody Gonna Move.

William Z. Villain possède par ailleurs une tessiture assez grande. Il chante souvent en voix de tête, ce qui lui permet d'atteindre des notes très aigues (Her Song). Il atteint le Mi♭5 dans Home.

### Leitmotiv
Le leitmotiv est un procédé très utilisé par le musicien, qu'il décline sous plusieurs aspects :
- il réemploie des phrases ou lignes mélodiques tout le long de ses albums : dans son deuxième album, Stonedigger, il répète "Kids Mine, Phones Chime" dans quatre chansons différentes : Papertrail, Stonedigger, Under Every Sphere et enfin Uncle Bill Goes Hi-Fi ;
- il intègre sur la plupart des chansons de son premier album, William Z Villain, un bruit de criquets qui revient au début et à la fin de ces dernières, ce qui donne une impression de continuité en les "liant" entre elles ;

- enfin, il cite une de ses propres chansons de son premier album, Her Song, dans une autre de son deuxième album, Under Every Sphere : "It was her song, I don't want to sing another one".

## Discographie

### Albums studio
- William Z. Villain (2017)
- Stonedigger (2018)